# 国濤
国 濤（こく とう、グォ・タオ、Guo Tao、1987年3月21日）は中華人民共和国出身の元プロ野球選手。右投右打。ポジションは三塁手・外野手。

## 来歴・概説
- 確実性は少ないが、当たれば飛ぶと言われるパンチ力が魅力。
- 2006年にワールドベースボールクラシック中国代表に選出された。2005年までは江蘇ホープスターズに所属していた。